# Бек, Тобиас
Тобиас Бек Кристенсен (дат. Tobias Bech Kristensen; род. 19 февраля 2002, Møldrup, Центральная Ютландия) — датский футболист, полузащитник клуба «Орхус».

## Клубная карьера
Бек — воспитанник клуба «Виборг». 11 марта 2018 года в матче против «Брабранда» он дебютировал в Первом дивизионе Дании. 14 июня 2020 года в поединке против «Видовре» Тобиас забил свой первый гол за «Виборг». В 2021 году Бек помог клубу выйти в элиту. 18 июля в матче против «Норшелланна» он дебютировал в датской Суперлиге.